# Sandra N.
Alexandra Năftănăilă, (n. 2 octombrie 1991, Albeștii de Muscel, România) cunoscută sub numele de scenă Sandra N, este o cântăreață română de muzică dance. Este fiica lui Ion Năftănăilă, primarul comunei Albeștii de Muscel din județul Argeș.
Sandra și-a început cariera de la vârsta de 4 ani, când a concurat la un show muzical pentru copii. Și-a continuat drumul în muzică studiind la o Școală de Muzică locală.
A reprezentat țara la mai multe festivaluri de muzică din Europa. (Turcia și Italia). Cântă la chitară și la pian și compune linii melodice și versuri de la vârsta de 14 ani.
În 2006 a înregistrat primul album de muzică pop, care cuprindea 10 piese pe care le interpreta în concerte prin țară, alături de 2 fete dansatoare.
Tot în 2006 a urmat timp de 3 ani cursuri de canto/tehnică vocală la Școala de Muzică a prof. Crina Mardare. A urmat un album de cover-uri.
În 2011 intră pe piața muzicală, când Adrian Sînă devine manager-ul ei. Sandra este cunoscută pentru colaborările sale la piesele „Angel” feat. Adrian Sînă, „I'm Sorry” și "Boracay" feat. Akcent. Primele două colaborări au avut parte de trei nominalizări la Romanian Music Awards din 2012: Best Male pentru „Angel”, piesa lui Adrian Sînă, și Best Pop și Best Group pentru „I'm Sorry”, piesa formației Akcent.
În 2013 a luat casting-ul pentru serialul "O nouă viață" difuzată pe Acasă Tv, unde a jucat rolul Sandrei pentru care a trebuit să se vopsească roz.
În 2013 semnează cu Roton și lansează Boracay feat Akcent (14 milioane de views), Te joci cu mintea mea (5 milioane views).
În 2014 lansează Liar -10 milioane de views, o piesă bine primită în afara țării și Ballerina (4 milioane de views)
La toate aceste piese Sandra este co-autor (textier) și linie melodică (Ballerina).
Piesele în engleză i-au adus Sandrei notorietate pe plan internațional, astfel că are concerte în Pakistan, Rusia, Liban (Nrj Music Tour).
În 2015 lansează single-ul Mă dor ochii mă dor.

## Single-uri
- Amor Gitana & Akcent (2015)
- Mă dor ochii mă dor & Adrian Sînă (2015)
- N-am Baut Nimic (2016)
- Te joci cu mintea mea feat. Marius Nedelcu (2014)
- Prima iubire (2014)
- Un străin (2012)
- Obsession (2012)
- Boracay feat. Akcent (2013)
- Borocay feat. Adrian Sînă (2013)
- Numele meu (2013)
- Angel feat. Adrian Sînă (2011)
- Dor de decembrie (Once upon a december) (2014)
- I'm sorry feat. Akcent (2013)
- Wrecking Ball (Miley Cyrus cover) (2013)
- Reyna feat Tommy Boy & LLP (2014)
- Flashlight feat Jessie J (2015)
- Liar (2014)
- Ballerina (2015)
- Sandra N ft. Veo - French Boy Habibi (2017)
- Ackym & Adrian Sînă feat. Sandra N - Să mă săruți (2017)

## Poziții în clasamente
| Clasamentul      | Piesă                    | Poziția maximă                                  |
| ---------------- | ------------------------ | ----------------------------------------------- |
| Romanian Top 100 | „Angel” (cu Adrian Sînă) | 7                                               |
| Romanian Top 100 | „I'm Sorry” (cu Akcent)  | 6 Akcent feat. Sandra N.-Boracay no 1(Bulgaria) |

*Notă: Poziția în Romanian Top 100 este actualizată de pe 22 mai 2012.